# 広域複合企業チーム
広域複合企業チーム（こういきふくごうきぎょうチーム）は、日本の社会人野球におけるチーム運営の一形態である。2003年から、この運営制度が運用されている。

## 概要
2003年2月20日、日本野球連盟の定期評議員会で提起された。「21世紀の社会人野球チームモデルケース」で示されたチーム運営の一形態である。
広域複合企業チームとなった場合は、日本野球連盟にはクラブ登録（クラブチーム）ではなく、会社登録（企業チーム）の扱いを受けることができる。よって、全日本クラブ野球選手権大会には出場することができない。チームは複数の企業または団体で組織し、選手は雇用元の企業から給与の支払を受ける。
ユニフォームは統一のものを使うが、所属の企業を示すワッペンをつけることができる。また、公式戦等の場内アナウンスでは、選手名の後には最終学歴がコールされるのが通例であるが、広域複合企業チームの場合は、選手名・最終学歴の後に所属企業がコールされる。
2003年からこの制度が運用され、同年より新日本製鐵君津がかずさマジックとして、新日本製鐵名古屋が硬式野球クラブ 東海REXとして広域複合企業チームに鞍替えし活動を開始した。また、2006年にはフェズント岩手が新たに広域複合企業チームとして活動を開始した。前者2チームは、企業チームがクラブチーム化する際に会社登録を残すために広域複合企業チームとしての運営を図ったため新日本製鐵という核になる企業があるのに対し、フェズント岩手は核となる企業がない中小企業の寄合的なチームで、ゼロからチーム作りを行なったため、広域複合企業チームを創設するリーディングケースとして注目されていたが、2015年3月に選手の退部やスポンサー難のため廃部となった。
なお東海REX・かずさマジックとも運営のメインスポンサーである新日本製鐵は、2012年10月1日付けの住友金属工業への合併による新日鉄住金への変更を経て、2019年4月1日をもって現在の日本製鉄に社名が再変更されたため、それに合わせる形でチーム名も「新日鉄住金○○」→「日本製鉄○○」と改めている。
長く結果が伴わなかったが、2013年に新日鐵住金かずさマジックが第39回社会人野球日本選手権大会で優勝を果たし、2014年には新日鐵住金東海REXも第85回都市対抗野球大会にかずさマジックと共に出場を果たしている。
2024年より活動を再開した日産自動車九州は、前身の苅田ビクトリーズが日産九州の関連企業から選手を採用していた流れを受け、広域複合企業チームとして活動を行うこととなった。

## 主なチーム
| チーム名               | 本拠地       | 活動期間        |
| ---------------------- | ------------ | --------------- |
| 日本製鉄かずさマジック | 千葉県君津市 | 2003年 - 現在   |
| 日本製鉄東海REX        | 愛知県東海市 | 2003年 - 現在   |
| フェズント岩手         | 岩手県盛岡市 | 2006年 - 2015年 |
| 日産自動車九州         | 福岡県苅田町 | 2024年 - 現在   |